# 22 (lied van MEAU)
22 is een lied van de Nederlandse zangeres MEAU. Het werd in 2023 als single uitgebracht en stond in hetzelfde jaar als tweede track op het gelijknamige album.

## Achtergrond
22 is geschreven door Meau Hewitt, Vincent van den Ende en Julian Vahle en geproduceerd door Hewitt, Avedon en Vahle. Het is een nummer dat past in het genre nederpop. In het lied zingt de artiest over haar leven als 22-jarige; hoe ze dingen ervaart, hoe ze zichzelf ziet en hoe ze met dingen omgaat. Het nummer was de titelsong van het debuutalbum van de zangeres, die in 2023 de gouden status in Nederland behaalde. De titel 22 verwijst naar de leeftijd die de zangeres had in het jaar waarin ze doorbrak en de single uitbracht.

## Hitnoteringen
22 bereikte een toppositie van 19 in de Tipparade.